# Fraxinus hubeiensis
Fraxinus hubeiensis — вид квіткових рослин з родини маслинових (Oleaceae). Синонім: Fraxinus hupehensis S.Z.Qu, C.B.Shang & P.L.Su.

## Опис
Цей вид дерев виростає до 19 метрів у висоту. Гілочки голі чи запушені, у старості перетворюються на колючки. Має складні листки завдовжки від 7 до 15 см і складається з 7–9 (або рідко 11) листочків. Квітки полігамні, скупчені, з'являються перед листям. Віночок відсутній. Тичинкові квітки зі дзвінчастою чашечкою. Двостатева квітка з маленькою чашечкою і зрізаними зубцями чашечки. Самара лопатчата, 40–50 × 5–8 мм. Квітне у лютому й березні, плодить у вересні.

## Поширення
Ендемік Китаю (Хюбей).
Росте на висотах від 100 до 600 метрів. 

## Використання

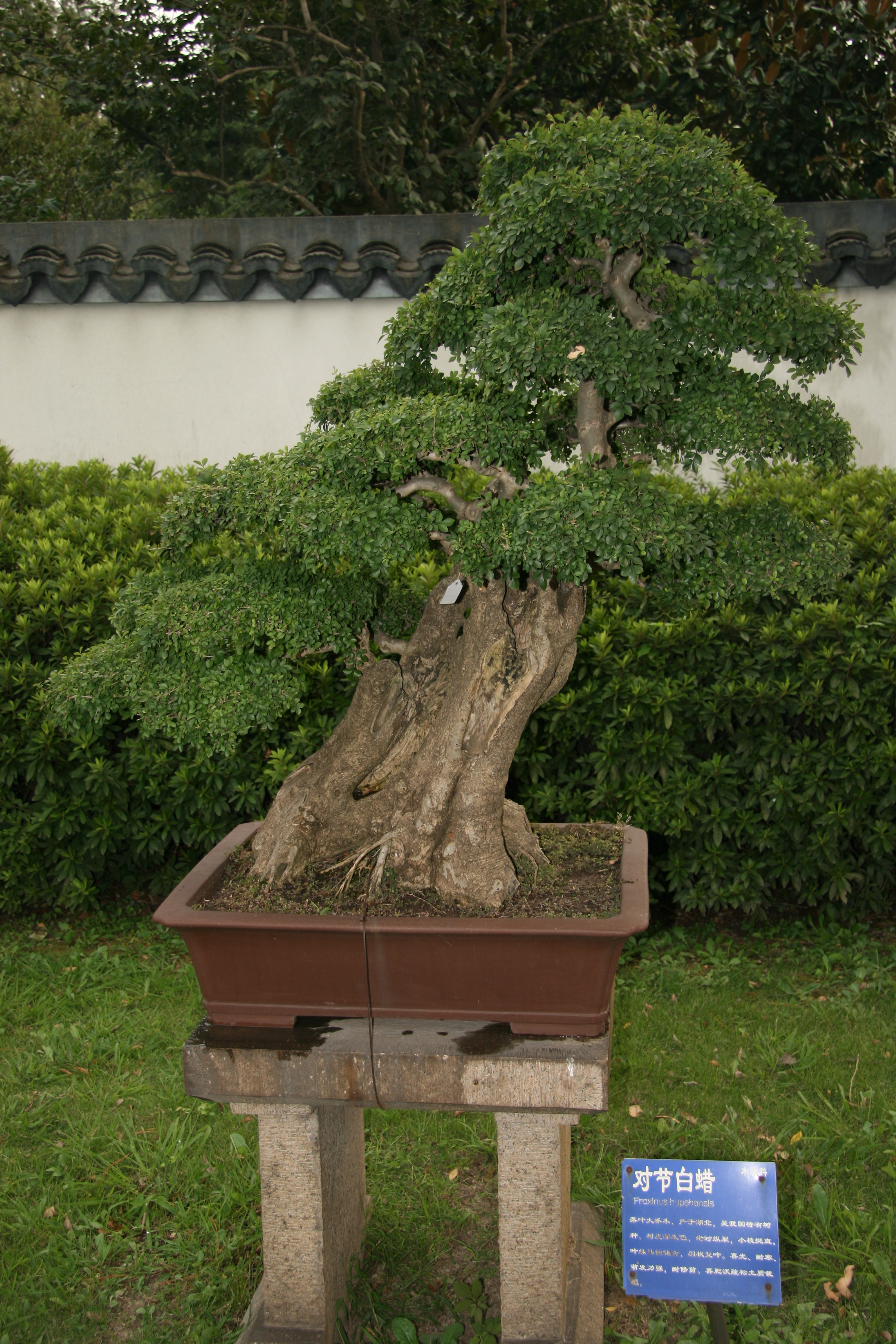
Культивована рослина

Цей вид використовується як декоративний.